# Setomima sapphirina
Setomima sapphirina är en tvåvingeart som först beskrevs av Edwards 1925.  Setomima sapphirina ingår i släktet Setomima och familjen fjärilsmyggor. Inga underarter finns listade i Catalogue of Life.